# Villa Gutiérrez
Villa Gutiérrez es una localidad situada en el departamento Ischilín, Provincia de Córdoba, Argentina.
Se encuentra situada sobre la ruta provincial N.º 60 y sobre un ramal del Ferrocarril de Cargas General Belgrano. Dista de la Ciudad de Córdoba en 85 km, aproximadamente.
La principal actividad económica es la agricultura seguida por la ganadería, siendo el principal cultivo la soja seguida por el maíz.
La extracción de cal y el cultivo del olivo son también actividades de importancia.
Existen en la localidad una escuela primaria, un puesto policial, un dispensario y un edificio comunal en el cual se efectúan las funciones administrativas.

## Geografía

### Población
Cuenta con 350 habitantes (Indec, 2022), lo que representa un incremento del 33% frente a los 197 habitantes (Indec, 2001) del censo anterior.
| Gráfica de evolución demográfica de Villa Gutiérrez entre 1991 y 2022 |
|                                                                       |
| Fuente: Censos nacionales del INDEC                                   |

### Clima
El clima en la zona es templado con estación seca y la temperatura promedio anual es de 25 °C.
En invierno se registran temperaturas inferiores a 0 °C y superiores a 35 °C en verano.
Las precipitaciones anuales son de aproximadamente 700 mm.

### Sismicidad
La sismicidad de la región de Córdoba es frecuente y de intensidad baja, y un silencio sísmico de terremotos medios a graves cada 30 años en áreas aleatorias. Sus últimas expresiones se produjeron:
- 22 de septiembre de 1908 (116 años), a las 17.00 UTC-3, con 6,5 Richter, escala de Mercalli VII; ubicación 30°30′0″S 64°30′0″O / -30.50000, -64.50000; profundidad: 100 km; produjo daños en Deán Funes, Cruz del Eje y Soto, provincia de Córdoba, y en el sur de las provincias de Santiago del Estero, La Rioja y Catamarca[3]

- 16 de enero de 1947 (78 años), a las 2.37 UTC-3, con una magnitud aproximadamente de 5,5 en la escala de Richter (terremoto de Córdoba de 1947)[2]

- 28 de marzo de 1955 (70 años), a las 6.20 UTC-3 con 6,9 Richter: además de la gravedad física del fenómeno se unió el desconocimiento absoluto de la población a estos eventos recurrentes (terremoto de Villa Giardino de 1955)

- 7 de septiembre de 2004 (20 años), a las 8.53 UTC-3 con 4,1 Richter

- 25 de diciembre de 2009 (15 años), a las 21.42 UTC-3 con 4,0 Richter